# Gran Turismo 6
Gran Turismo 6 – komputerowa gra wyścigowa wyprodukowana przez japońskie studio Polyphony Digital i wydana 5 grudnia 2013 roku w Japonii przez Sony Computer Entertainment na PlayStation 3.

## Rozgrywka
W grze zawartych zostało kilka trybów gry, takich jak: pojedynczy wyścig, rozgrywka w sieci lub kariera kierowcy. Gra zawiera trasy oraz samochody, które pojawiły się w Gran Turismo 5 w ramach DLC. Gracz może zdobyć wszystkie z ponad 1200 samochodów, a także rywalizować na siedmiu nowych torach wyścigowych o różnych konfiguracjach i długościach dróg. Dodatkowo, trasy zostały podzielone na autentyczne (typu Circuit de la Sarthe 2009 i 2013), autorskie (typu Trial Mountain), zaśnieżone, szutrowe (typu Chamonix) i tory użytkowników (tworzy je społeczność za pomocą aplikacji GT6 Path Editor dostępnej tylko na tablety z Androidem i iOS'em).
Wraz z postępami w rozgrywce odblokowywane są nowe rodzaje wyścigów. Za wyścigi gracz otrzymuje pieniądze, które może przeznaczyć na zakup samochodów lub nowych części i ulepszeń, a także na przemalowanie samochodu, wymianę silnika, usztywnienie nadwozia i umycie samochodu.
W grze zawarty został tryb gry wieloosobowej umożliwiający grę przez Internet, a także w trybie split screen. Rozgrywki sieciowe zostały wyłączone 28 marca 2018.